# Humanoid

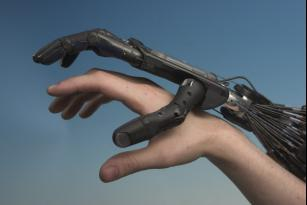
Eine humanoide Roboterhand mit einer menschlichen Hand als Vergleich

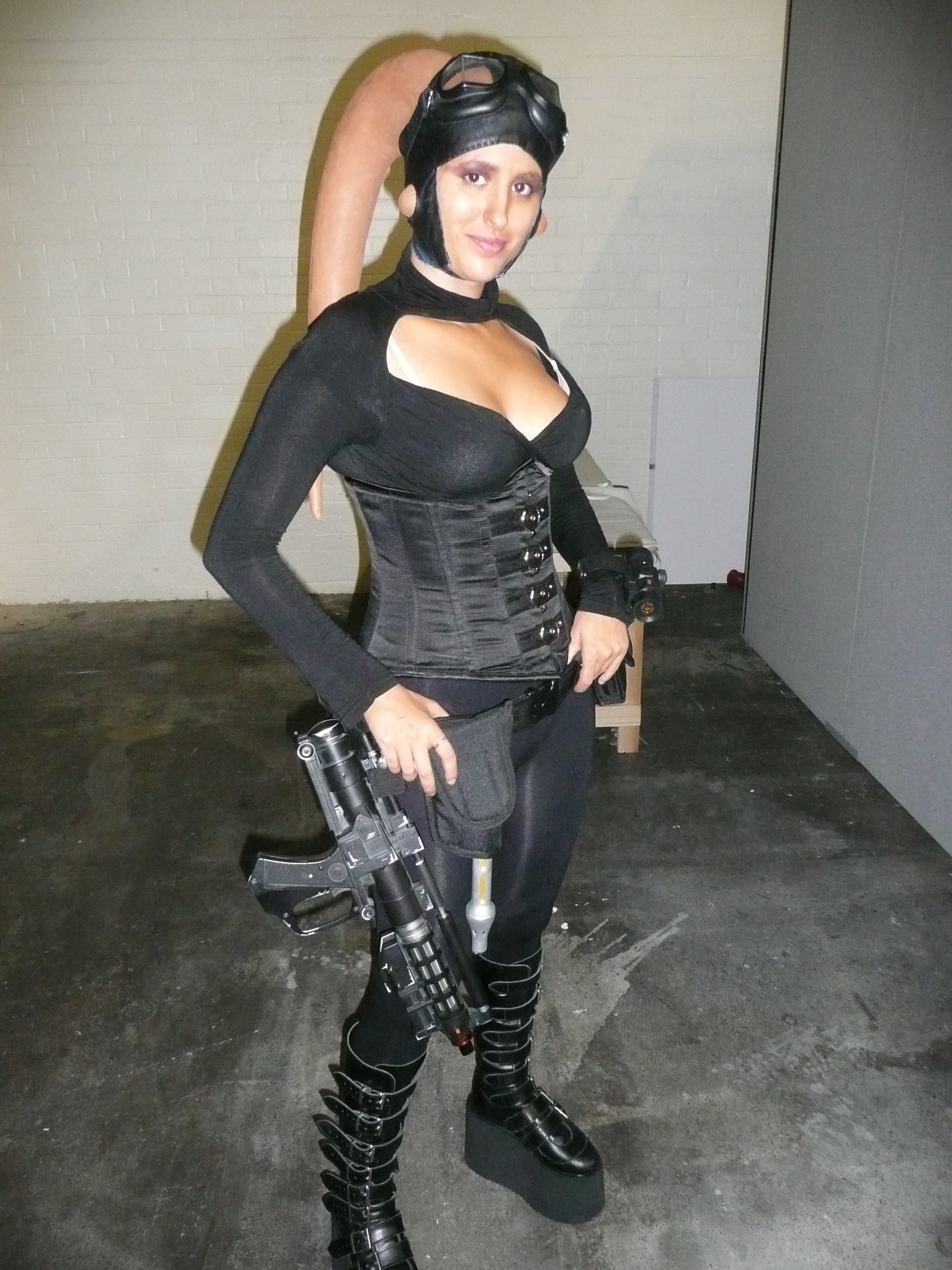
Cosplayerin als Twi’lek, humanoides Alien aus Star Wars

Die fiktionalen Greys (links) aus der Ufologie sind angeblich humanoide Lebewesen, wie der Vergleich zum Menschen (rechts) zeigt

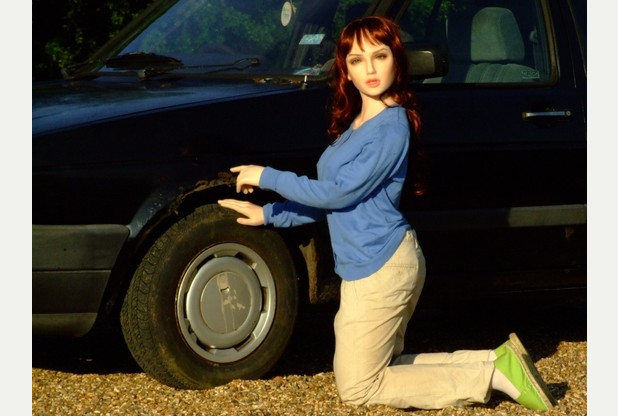
„Sandyrust“, eine RealDoll, hier beim gestellten Kfz-Radwechsel

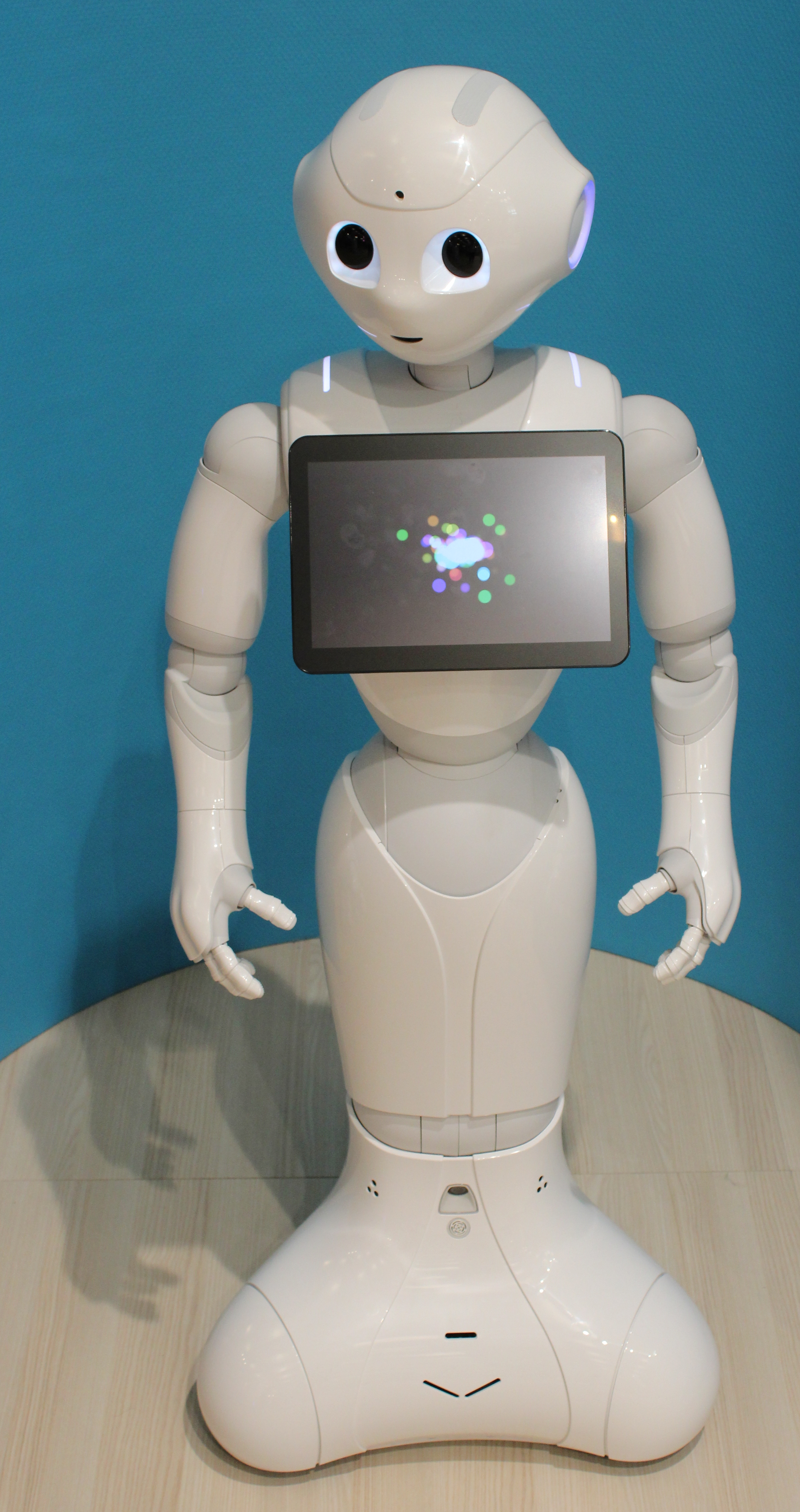
Humanoider Roboter „Pepper“

Mit der Eigenschaft humanoid werden nicht-menschliche Wesen oder künstliche Wesen bezeichnet, die über ein menschenähnliches Äußeres und menschenähnliche Eigenschaften verfügen. Eine möglichst perfekte Annäherung an menschliches Aussehen und Verhalten zeigen Androiden, während ein humanoider Roboter sofort als Maschine erkennbar ist.
Der wissenschaftliche Begriff für die Ähnlichkeit mit der menschlichen Gestalt (Physiognomie) lautet Anthropomorphismus. Er wird nicht nur für menschenähnliche Maschinen, sondern auch für vermenschlichte Darstellungen von Tieren und Pflanzen, Göttern, Naturphänomenen (Wetter, Himmelserscheinungen, Naturkatastrophen) und anderem verwendet.

## Etymologie
Das Wort humanoid ist eine (Hybridbildung aus lat. humānus ‚menschlich‘ und dem Suffix -oid zu altgr. εἶδος eidos [ˈêːdos] ‚Gestalt‘) bedeutet „dem Menschen ähnlich“ oder auch „menschenähnlich“ (analog zu android – „einem Mann ähnlich“ und gynoid – „einer Frau ähnlich“) und bezeichnet die Eigenschaft, eine ähnliche äußere Form wie ein Mensch oder eine menschliche Erscheinung (oder auch Gestalt) zu haben.
Eine frühe Verwendung des Begriffs „humanoid“ findet sich in der Biologie für menschenähnliche Lebewesen, zum Beispiel für biologische Arten der Familie Hominide:

„[…] a generalised humanoid stock separated off from all monkeys and apes […]“

## Abgrenzung des Humanoiden zu Cyborgs und Androiden
Der Begriff „humanoid“ kann grundsätzlich auf alles angewendet werden, was einem Menschen ähnelt, aber keiner ist. Solange ein Kopf, ein Torso, zwei Arme und zwei Beine sowie ein aufrechter Gang vorhanden sind, ist die Bezeichnung humanoid zutreffend. In diesem Kontext muss daher von einem „humanoiden Roboter“ gesprochen werden, denn im Gegensatz zum Androiden ist der Humanoide sofort als künstliches Produkt erkennbar, wie zum Beispiel der Roboter Atlas, der von Boston Dynamics entwickelt wurde. Während sowohl Androiden als auch Humanoide Artefakte (zumeist Maschinen) sind, bezeichnet der Begriff Cyborg (engl. cybernetic organism – „kybernetischer Organismus“) Mischungen aus Mensch und Maschine. Menschen mit künstlichen, meist mechanischen und technischen Ergänzungen beziehungsweise Prothesen oder Implantaten, sind somit Cyborgs, egal ob die neuen Bauteile sich (wie eine künstliche Hand) dem Körperbau anpassen, oder (wie zum Beispiel bei der fiktionalen Figur Captain Hook) ein Ersatz gewählt wird, der lediglich einen Teil der Funktionalität ermöglicht.

## Eigenschaften
Charakterisiert werden Humanoide unter anderem dadurch, dass sie …
- für die Fortbewegung …
  - primär einen aufrechten Gang auf zwei Beinen nutzen,
- anatomisch bzw. mechanisch immer einen Torso (Rumpf) als zentrales Element des Körpers besitzen, an dem sich …
  - mindestens ein Kopf
  - und mindestens zwei Arme befinden, sowie
  - ggf. Hände mit Fingern und opponierbaren Daumen;
  - sofern vorhanden, eine weitestgehend der eines Menschen entsprechende allgemeine Skelettstruktur aufweisen und
- ggf. gesprochene Sprache zur Kommunikation benutzen.

## Einsatzbereiche

### Science-Fiction
Heutzutage wird die Eigenschaft vor allem in der Robotik und Science-Fiction verwendet, vor allem für Maschinen, Roboter und fiktive außerirdische Lebensformen. Bei Robotern mit nur rudimentärer äußerlicher Menschenähnlichkeit spricht man von humanoiden Robotern – auch manche Mechs fallen darunter.
Auch im Science-Fiction-Bereich wird der Humanoide vom Cyborg unterschieden, der in der Regel ein Mensch mit deutlich erkennbaren technischen oder mechanischen Ergänzungen ist. Bekannte Beispiele für Cyborgs in Science-Fiction-Filmen sind neben anderen die Figuren Darth Vader aus der Reihe Star Wars und RoboCop.

### Im zwischenmenschlichen Bereich

#### Als Partnerersatz
Als Partnerersatz könnten humanoide Roboter, wie in Ira Levins mehrfach verfilmtem Science-Fiction-Roman Die Frauen von Stepford thematisiert, ebenfalls an Bedeutung gewinnen. In dieser Fiktion sind die Frauen idealisierte Versionen der Ehefrauen ihrer Besitzer. Im Jahr 2021 baute der Hongkonger Grafikdesigner Ricky Ma nach eigenen Angaben einen lebensechten, humanoiden Roboter. Dieser kann sich bewegen, auf Sprachkommandos reagieren und auf bestimmte Fragen antworten - und sieht aus wie Hollywoodstar Scarlett Johansson. An beiden Beispielen wird deutlich, dass die Schaffung humanoider Maschinen auch ethische Fragen berührt.
In Japan gibt es seit einiger Zeit Bordelle, die ihrer Kundschaft die Nutzung realistisch gestalteter Sexpuppen anbieten – dies vor allem wegen der hohen Anschaffungskosten für lebensechte, humanoide Sexroboter beziehungsweise -puppen.
Auch ein in Deutschland ansässiges Etablissement namens „Bordoll“ bietet realistisch gearbeitete Sexpuppen aus medizinischem Silikon in verschiedenen Ausführungen an.
Kommerzielle Anbieter haben mittlerweile auch männliche Ausführungen von Sexpuppen im Angebot. Ein Beispiel für die Vermarktung realistisch anmutender Sexpuppen für den Privatbereich ist die 1996 erstmals produzierte RealDoll des US-amerikanischen Herstellers Abyss Creations. Nach Wünschen ihrer Besitzer ist neben anderen Spezifikationen sogar die Körpertemperatur der Puppen regulierbar.
Darüber hinaus lassen sich lebensechte Silikonpuppen auch für therapeutische Zwecke nutzen. Solche Humanoide können assistierend dazu beitragen, Patienten ein Leben mit körperlichen oder psychischen Einschränkungen zu erleichtern.
Im Spielfilm Lars und die Frauen (2007) mit Ryan Gosling hat die RealDoll „Bianca“ eine tragende Rolle.

#### Weitere Verwendungszwecke
Humanoide Roboter tragen auch dazu bei,
- als Sozialroboter beispielsweise Gespräche, Unterhaltung und gegenseitige Wertschätzung mit Menschen zu teilen und
- als Serviceroboter Menschen das Leben angenehmer zu machen und
- als pflegeünterstützende Roboter Menschen soweit möglich in ihrem Alltag zu helfen.

In Japan begrüßte im Jahr 2015 die lebensecht gestaltete Humanoide „Aiko Chihira“ Kunden, die das Kaufhaus Mitsukoshi in Tokio besuchten. Die mehrsprachige, mit einem Kimono bekleidete Humanoide des Herstellers Toshiba kann mit den Augen blinzeln und wird von insgesamt 43 Motoren angetrieben und wird dort zur Unterstützung der Bedienung der Kunden eingesetzt.
Am Deutschen Zentrum für Luft- und Raumfahrt (DLR) werden zivile Einsatzbereiche für humanoide Roboter erforscht, die ursprünglich Astronauten im Weltraum unterstützen sollten. Der 1,90 Meter große Humanoide „Justin“ eignet sich beispielsweise auch zum Einsatz als assistierender Pflegeroboter. Zu seinen Fähigkeiten zählen das Fensterputzen und die Anreichung von Medikamenten und Getränken.
Ein möglichst menschenähnliches Aussehen ist jedoch nicht Voraussetzung für die Einsatzmöglichkeiten von Robotern. Ein Beispiel dafür ist der nur 1,20 m große humanoide Roboter „Pepper“ des Herstellers Softbank. Die Fachzeitschrift Deutsches Ärzteblatt berichtete 2019 über Peppers Einsatz als Pflegeroboter. Das Gerät kann Benutzern nach Wunsch Wetterbericht und andere Presseinhalte präsentieren, Musik abspielen, Witze erzählen, vorlesen, Tiere imitieren, Dialoge führen und erscheint immer als gutgelaunt. Das Modell wurde in Presseberichten als „Entertainment-Wunderwaffe“ bezeichnet und ist beweglicher als mancher Mensch. Im Bereich Gehirntraining kann „Pepper“ unter anderem Bilderrätsel und Zungenbrecher abrufen sowie das Gesellschaftsspiel Mensch-ärgere-dich-nicht spielen. Pepper serviert Getränke, reagiert mit Blinzeln auf Ansprache und erzählt Märchen (auf Wunsch in unterschiedlichen Sprachen). Auch ein personalisiertes Gymnastikprogramm ist Teil seines Repertoires. Der sich auf Rädern fortbewegende Roboter soll Pflegekräfte nicht ersetzen, sondern diese als zusätzlicher Helfer entlasten sowie alten Menschen, die unter einem Mangel an Ansprache leiden, die Langeweile vertreiben und den Alltag erleichtern. Auch Messungen von Puls, Blutdruck und Körpertemperatur soll der Roboter übernehmen können.